# میکیکو کاتو
میکیکو کاتو (انگلیسی: Mikiko Kato؛ زادهٔ ۱۱ نوامبر ۱۹۵۴) بازیکن هندبال اهل ژاپن بود.